# 芭芭拉·強森
芭芭拉·強森（Barbara Crawford Johnson，1925年—2005年）是美國的太空工程師，是在NASA參與過登月計劃的女性之一，在飛行動力學、火箭設計、风洞、性能分析和空气动力学上有許多研究。芭芭拉·強森在1968年任命為阿波罗计划的經理，這是當時該部門女性可以達到最高的管理職位。

## 生平
1946年在伊利诺伊大学厄巴纳-香槟分校的工程學系獲得學士學位，是該系第一個獲得學士學位的女性。曾在登陸月球的阿波罗计划中擔任「任務要件與評估」的經理，也曾參與納瓦荷式火箭的研發。

## 獲獎和榮譽
- 1973年，NASA太空人弗莱德·海斯寫嘉獎信給她。
- 1974年，獲得美國女工程師協會（英语：Society of Women Engineers）成就獎
- 1975年，獲得伊利诺伊大学工程學系的「傑出校友獎」（Distinguished Alumni Merit Award）[2]
- 1976年，獲得美國太空學會（Americal Astronautical Society）的Dirk Brouwer獎（英语：Dirk Brouwer Award (American Astronautical Society)）[3]

芭芭拉·強森也獲得NASA的獎章，表彰她在Apollo 11號任務中的貢獻。